# すずめのたまご
すずめのたまごとは、豆菓子のひとつ。

## 概要
醤油ベースのピリ甘辛い味付けの衣の中にピーナツが入っているサクサクした食感の駄菓子。
明治期からあったともいわれ、主に九州・近畿などで食されている。
駄菓子屋の店先で大きな瓶に入れられて量り売りされ、昭和初期には1銭で数十個、昭和40年前後には2個1円で販売されていた。昭和後期より袋入りが流通している。単品販売しないメーカーもあり、その場合ミックスあられや詰め合わせなどアソート商品として販売される。
「雀の卵」は1975年に株式会社いなだ豆が商標登録している。「醤油豆」など、同様の商品を別の名称で販売するメーカーもある。
醤油味ではなく、塩味や青のり味、さらにエビやイカの粉をまぶした類似品・派生品も多種類あるが、「すずめのたまご」のように象徴的な名称はない。
メキシコでも1940年代に日系移民ヨシヘイ・ナカタニが広めたのをきっかけとしてカカワテ・ハポネス（「日本風ピーナツ」）などの名称で浸透しており、今日でも根強い人気がある。

## 原材料
落花生・寒梅粉・小麦粉・砂糖・醤油・食塩・海苔など

## 主な製造メーカー
単品販売

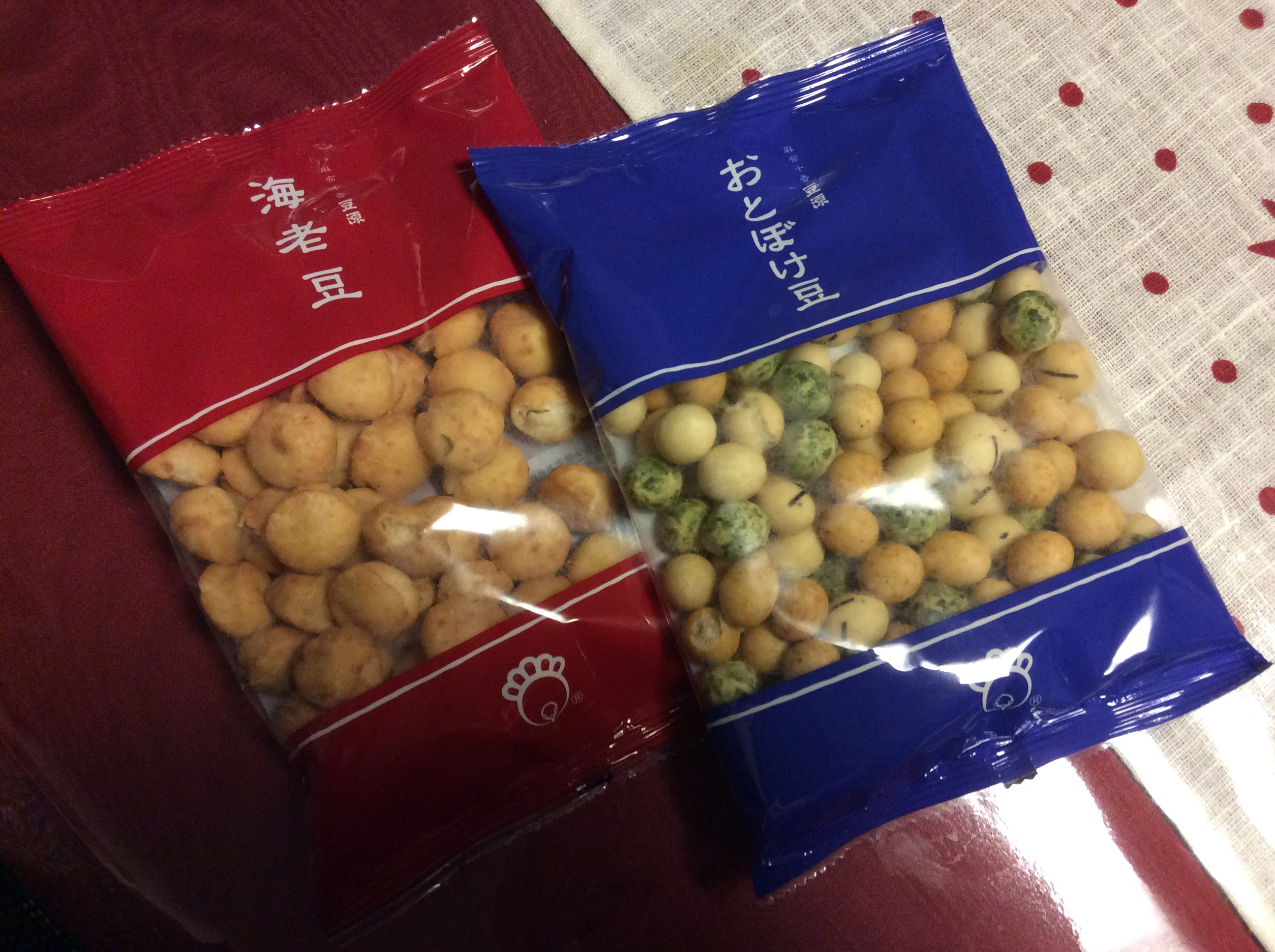
豆源のおとぼけ豆（類似品）

- 富士屋製菓本舗（大阪府富田林市） - 雀の玉子（大阪産名品認定商品）[3]
- いなだ豆（福岡県大牟田市） - 雀の卵（商標登録）。昭和後期にはふくやの辛子明太子を使用した類似品「明太子ピー」を発売していたが供給難により製造中止。2010年代にふくやが明太子味の「すずめの卵」を発売した[4]。
- 大阪屋製菓（鹿児島市） - 雀の卵。シリーズ名「雀の学校」を商標登録。
- 岩田コーポレーション（熊本市） - すずめの卵
- でん六（山形県山形市） - ポリッピー（商標登録）
- 豆源（東京都港区） - おのろけ豆。類似品の青海苔味・きざみ海苔味・海老味の3種類が入った商品名はおとぼけ豆。
- 千成堂（熊本県） - 満天すずめ
- 豆吉本舗 - 旨口醤油豆
アソート商品のみ
- 亀田製菓（新潟県新潟市） - うまくち豆
- 春日井製菓（名古屋市） - のりしょうゆピー
- ブルボン（新潟県柏崎市） - 海苔醤油豆